# Love Is in the N2-O2-Ar-CO2-Ne-He-CH4
«Love Is in the N2-O2-Ar-CO2-Ne-He-CH4» або «Love Is in the N2-O2-Ar-CO2-Ne-He-CH4» (укр. «Кохання — в атмосфері») — тринадцята серія двадцять сьомого сезону мультсеріалу «Сімпсони», прем'єра якої відбулась 14 лютого 2016 року, у День святого Валентина, у США на телеканалі «Fox».
Серія присвячена пам'яті Девіда Кавнер, батька актриси Джулії Кавнер, що озвучує Мардж Сімпсон.

## Сюжет
Смізерс нагадує містеру Бернсу про День Святого Валентина і намагається переконати відпустити працівників АЕС раніше, щоб залишитися зі своїми коханими. Бернс відмовляється, але Смізерс переконує його провести вечірку для закоханих.
На вечірці професор Фрінк (який працює на АЕС консультантом) один, бо йому не вдається отримати дівчину. Насолоджуючись вечіркою з Мардж, Гомеру дзвонить батько, який боїться бути наодинці на День Валентина.
Гомер і Мардж вирішують відвідати Ейба, проводячи з ним решту Дня Святого Валентина. У Спрінґфілдському замку пенсіонерів медсестра видає таблетки старим, які викликають у них галюцинації і вони починають танцювати з привидами своїх покійних коханих. Мардж вважає несправедливим робити це зі старими людьми і вирішує щось з цим зробити…
Наступного дня Фрінк зізнається Гомеру що День закоханих важкий для таких, як він. Гомер пояснює, що кохання — це метод спроб і помилок. Фрінк вирішує визначити, що подобається жінкам у чоловіках, використовуючи науку. Фрінк замінює свої окуляри на невидимі блакитні контактні лінзи, використовує взуття на платформах, щоб виглядати вище, і кладе чіп під язик, щоб зробити голос привабливішим.
Тим часом у будинку Сімпсонів Мардж виявляє, що Барт маніпулює галюцинаціями літніх людей, щоб виграти гроші на азартних іграх. Вона повертає їх назад до замку пенсіонерів, і дізнається, ліки потрібні лише для полегшення роботи медсестри. Мардж вдається переконати медсестру припинити це.
Щоб перевірити своє нове Я, Фрінк відвідує заняття з йоги. Йому вдається вразити всіх дівчат там і врешті-решт починає надто активне життя на побаченнях, але незабаром він помічає, що не може з цим впоратися. У таверні Мо він розуміє, що більшість чоловіків — самотні.
Наступного дня Мардж усвідомлює, що старші вкрай пригнічені. Медсестра заховала таблетки, але дід Сімпсон знаходить і приймає їх. У нього виникають галюцинації і у стилі 1940-х. Під час його цього Мардж, Барт та Ліса переконують дідуся залишити минуле позаду і жити в теперішньому, де є люди, які все ще люблять його. Він прощається зі своєю покійною Моною.
Тим часом Фрінк приводить усіх жінок до Спрінґфілдського планетарію, щоб поєднати їх із самотніми чоловіками Спрґнгфілда. Він вирішує повернутися до свого життя як самотнього ученого.
У фінальній сцені Мардж переживає галюцинації і запитує в Ейба, чому. Він пояснює, що змив таблетки в унітаз, і вони, ймовірно, потрапили у Спрінґфілдське водосховище. Мардж думає, що їм слід прокинутися, але Гомер відволікає її увагу, звернувши увагу на Діна Мартіна.

## Культурні відсилання і цікаві факти
- Назва серії — відсилання до пісні «Love Is in the Air» Джона Пола Янґа.
  - N2 (азот), O2 (кисень), Ar (аргон) CO2 (вуглекислий газ), Ne (неон), He (гелій) і CH4 (метан) — основні гази, що входять до складу атмосфери Землі.
- Сценарист серії Джон Фрінк — тезка головного героя серії професора Фрінка, власне якого і було названо на честь сценариста.

## Ставлення критиків і глядачів
Під час прем'єри серію переглянули 2,89 млн осіб з рейтингом 1.3, що зробило її найпопулярнішим шоу на каналі «Fox» тієї ночі.
Денніс Перкінс з «The A.V. Club» дав серії оцінку B-, сказавши
|  | Ця серія — помірно кумедна каша добрих і поганих ідей, що складають дві напівреалізовані історії. Я знайшов речі, які сподобалися в обох, і хотів, щоб кожне було краще і довше. |

Згідно з голосуванням на сайті The NoHomers Club більшість фанатів оцінили серію на 3/5 із такою самою середньою оцінкою.